# Timàlia de capell castany
El timàlia de capell castany (Timalia pileata) és un ocell de la família dels timàlids (Timaliidae) i única espècie del gènere Timalia Horsfield, 1821.

## Hàbitat i distribució
Viu a la vegetació secundària, matolls i àrees empantanegades de les terres baixes des de l'est de l'Índia des de Nepal cap a l'est fins Bhutan i Assam i cap al sud fins Bangladesh, Manipur i Nagaland i sud de la Xina al sud de Yunnan, sud de Kweichow, Kwangsi, Kwantung, cap al sud al Sud-est Asiàtic. Java.